# Alles-sur-Dordogne
Alles-sur-Dordogne är en kommun i departementet Dordogne i regionen Nouvelle-Aquitaine i sydvästra Frankrike. Kommunen ligger i kantonen Le Buisson-de-Cadouin som tillhör arrondissementet Bergerac. År 2022 hade Alles-sur-Dordogne 384 invånare.

## Befolkningsutveckling
Antalet invånare i kommunen Alles-sur-Dordogne
Referens:INSEE